# Jakob Jakobsen
Jakob Jakobsen (Tórshavn, Islas Feroe, 22 de febrero de 1864 - Copenhague, Dinamarca, 15 de agosto de 1918) fue un lingüista y erudito feroés. Fue el primer ciudadano de las Islas Feroe en obtener un doctorado, siendo su tesis sobre el idioma norn de las islas Shetland fue una contribución importante a su preservación histórica.
Además, fue conocido por sus contribuciones a la lengua feroesa y su literatura, sobre todo por su conflicto con Venceslaus Ulricus Hammershaimb sobre el desarrollo de la ortografía feroesa, en el que abogó sin éxito por la adopción de un sistema de escritura fonético.

## Biografía
Jakob Jakobsen nació en Tórshavn, capital de las islas Feroe, siendo el menor de los tres hijos del matrimonio formando por Hans Nicolai Jacobsen y Johanne Marie Hansdatter, esta última originaria de la isla de Sandoy, al sur del archipiélago. Su padre se ganaba la vida como encuadernador y también dirigía una librería en el casco antiguo de Tórshavn, que en 1918 fue trasladada de ubicación más al norte, donde aún a día de hoy se encuentra, conservando su tradicional techo de paja típico de las Islas Feroe. Fundada en 1865, H. N. Jacobsens Bókahandil es uno de los comercios más antiguos que sigue funcionando en las Islas Feroe.
Jakob Jakobsen fue a la escuela realskolen en Tórshavn, donde mostró un talento natural para aprender idiomas. A la edad de trece años fue a la escuela en Dinamarca y terminó sus estudios en el internado de Herlufsholm, Næstved, en 1883. En 1891 se graduó con danés como asignatura principal y francés y latín como asignaturas secundarias. En 1897 se doctoró con su tesis Det norrøne sprog på Shetland (la lengua norn de las Shetland).
Falleció en Copenhague el 15 de agosto de 1918 a la edad de 54 años, pocos meses antes de finalizar la Primera Guerra Mundial. Después de su muerte, sus obras sobre el idioma norn en las islas Shetland fueron traducidas al inglés por su hermana, tal y como él había solicitado.

## Jakobsen y el feroés
El trabajo de Jakobsen en el campo del folclore y la poesía oral en feroés desempeñó un papel importante en el surgimiento de la literatura escrita feroesa moderna. Muchas leyendas y cuentos populares feroeses fueron recogidas en su colección Færøske Folkesagn og Æventyr; Jakobsen consideraba los cuentos populares como una especie de literatura de ficción, mientras que las leyendas para él eran una especie de fuente sobre la historia temprana de las Islas Feroe. También coleccionó poesía oral, trabajó sobre los topónimos feroeses y creó muchos neologismos. Fue el primero en señalar algunos topónimos celtas en las Islas Feroe, y también fue el responsable de redactar la sección de gramática y muestras de textos en el Færøsk Anthologi de 1891, editado por V. U. Hammershaimb.
En 1898, Jakobsen propuso una nueva ortografía feroesa basada en una ciencia por aquel entonces nueva, la fonética. El principio de la ortografía de 1898 se centraba en que debe existir una correspondencia uno a uno entre el fonema y la letra, y que el lenguaje escrito debe ser fácil de aprender por los niños. Debido a la controversia política, la propuesta fue abandonada.

## Jakobsen y las Shetland
Jakob Jakobsen es una figura clave en la cultura de las islas Shetland. John J. Graham expuso que su Dictionary of the Norn Language in Shetland ha sido el libro de referencia con toda la información sobre los orígenes y el uso de dicha lengua en las Shetland. Basado en el trabajo de campo de Jakobsen en el archipiélago entre los años 1893 y 1895, apareció por primera vez en danés en cuatro volúmenes entre 1908 y 1921, y posteriormente se publicó en inglés en dos volúmenes, 1928 y 1932. El diccionario se ha establecido internacionalmente como una importante obra académica en filología escandinava. En 1985, la Shetland Folk Society de la que Graham era presidente en ese momento logró encontrar fondos para reimprimir la edición en inglés, en dos volúmenes como facsímiles.
Cuando Jakobsen partió de las Islas Feroe hacia Leith, cerca de Edimburgo, su único conocimiento del idioma de las Shetland procedía del glosario de Thomas Edmondston y de aquellas partes de las Shetland Fireside Tales de George Stewart que estaban escritas en el dialecto norn de las Shetland. En Edimburgo conoció a Gilbert Goudie y allí leyó "un valioso suplemento manuscrito" del trabajo de Edmondston, escrito por Thomas Barclay. Llegó a Shetland en 1893 y durante su trabajo de campo entrevistó a un gran número de hablantes y académicos del dialecto norn de Shetland, incluidos Haldane Burgess, James Stout Angus, John Irvine, Robert Jamieson (1827-1899), James Inkster, John Nicolson y Laurence Williamson.
La correspondencia de Jakobsen con Goudie fue editada por E. S. Reid Tait y publicada en 1953. En 1981, Roy Grønneberg publicó un estudio titulado Jakobsen and Shetland.